# Phytosauria
Phytosauria var en förhistorisk grupp med kräldjur som levde under trias. De tillhörde Crurotarsi, liksom krokodildjur, och dessa grupper liknar varandra mycket. Phytosauria skiljer sig ofta från krokodiler genom att arter inom Phytosauria hade näsborrarna högre upp på huvudet (strax framför ögonen) till skillnad från krokodildjur.